# Geprüfter Meister für Kraftverkehr
Der geprüfte Meister für Kraftverkehr ist ein öffentlich-rechtlich anerkannter Abschluss auf Meisterebene, der nach einer erfolgreich absolvierten, branchenbezogenen gewerblich-technischen Aufstiegsfortbildung gemäß Berufsbildungsgesetz vergeben wird. Die bundeseinheitliche Prüfung erfolgt auf Grundlage einer besonderen Rechtsverordnung vor dem Prüfungsausschuss einer Industrie- und Handelskammer (IHK). Der Abschluss des geprüften Meisters für Kraftverkehr ist den Fachmeistern zuzuordnen.

## Arbeitsgebiete und Aufgaben
Geprüfte Meister für Kraftverkehr sind zuständig für die Beschaffung und Erhaltung des Fuhrparks. Sie überwachen den Betrieb und stellen sicher, dass die Transportabläufe fachgerecht und effizient ablaufen. Sie erstellen Fahrpläne und übertragen Fahraufträge an die Fahrer/-innen, kontrollieren die Lenk- und Ruhezeiten der Fahrer/-innen sowie die Einhaltung von Sicherheits- und Unfallverhütungsvorschriften. Darüber hinaus überwachen Meister für Kraftverkehr die Kostenentwicklung und Arbeitsleistung des Fuhrparks. Sie achten zudem darauf, dass das zugeteilte Budget eingehalten wird und/oder erstellen die Betriebsabrechnung und werten sie aus. Nicht zuletzt führen sie Mitarbeiter, wirken bei der Personaldisposition und -planung sowie der betrieblichen Ausbildung von Auszubildenden mit.
Nachdem die Abschlussprüfungen zunächst nach kammerrechtlichen Regelungen erfolgten, trat aufgrund der hohen Nachfrage nach dieser Weiterbildung am 9. Februar 2012 die erste bundesweite Verordnung in Kraft. Die Verordnung über die Prüfung zum anerkannten Fortbildungsabschluss Geprüfte Meister für Kraftverkehr gilt mit veränderten Prüfungsbedingungen und -inhalten.
Geprüfte Meister für Kraftverkehr verfügen über Kenntnisse, Fertigkeiten und Erfahrungen, die sie in der Regel durch eine einschlägige Berufsausbildung und Berufserfahrung erworben haben und zu folgenden Qualifikationen befähigen sollen.
Beim Mitwirken (je nach Vertrag) hat er bei der Planung und Ausführung hinsichtlich der Qualitätssicherung in Zusammenhang mit der Einhaltung der Gesetze und der sicheren Technik eine hohe Verantwortung. Das Fahrpersonal untersteht ihm vielfach in Zusammenhang mit der Kontrolle der Sozialvorschriften, Arbeitszeiten und Urlaubsplanung usw. Eine unbedingte gute Zusammenarbeit mit dem Personalchef, Disponent und dem Werkstattmeister ist erforderlich, um einen reibungslosen Betriebsablauf zu gewährleisten. Der Kraftverkehrsmeister ist für die eingesetzten Verkehrsmittel, z. B. LKW, Busse oder Straßenbahnen und deren Fahrpersonal hauptsächlich alleine verantwortlich. Er ist zum einen stationär im Betrieb tätig, z. B. in der Fahrzeug- und Personaldisposition, zum anderen in der zentralen Leitstelle zur Betriebsüberwachung.

## Besonderheiten
Von Bedeutung kann jedoch auch der mobile Einsatz bei allen unvorhergesehenen Verkehrsproblemen, Verkehrsbehinderungen, Unfällen und Fahrzeugausfällen sein. Er wird dann mit einem Unfallhilfswagen am Ort des Geschehens die erforderlichen Maßnahmen ergreifen, z. B. Umleitungen, Anforderung von Ersatzfahrzeugen oder einen Personalwechsel. Die Bedeutung dieser Funktion geht teilweise so weit, dass in Städten mit spurgeführten ÖPNV-Fahrzeugen die Einsatzfahrzeuge mit Blaulicht ausgerüstet sind.

## Abschluss und Prüfung
Kraftverkehrsmeister rekrutieren sich aus berufserfahrenen Mitarbeitern des Fahrpersonals (z. B. langjährige Berufskraftfahrer, Fahrlehrer) der Güter- und Verkehrsbetriebe. Vor Übernahme dieser Funktion als geprüfter Industriemeister – Fachrichtung Kraftverkehr, bedarf es häufig einer besonderen langjährigen – um die 1000 Unterrichtsstunden umfassende – und teuren Fortbildung mit anschließender Prüfung z. B. vor der IHK, der sich jeder unterziehen muss.
Grundlegende Qualifikationen
- Rechtsbewusstes Handeln
- Betriebswirtschaftliches Handeln
- Anwenden von Methoden der Information, Kommunikation und Planung
- Zusammenarbeit im Betrieb

Handlungsfeldspezifische Qualifikationen
- Fuhrparktechnik und Fuhrparkmanagement
- Organisation und Kommunikation
- Führung und Personal (Fachgespräch & Präsentation)

Das Fach Naturwissenschaftliche Grundlagen und Gesetzmäßigkeiten, welches bei vielen vergleichbaren Meistern oder Fachwirten abgeprüft wird, ist abweichend beim Meister für Kraftverkehr Prüfungsinhalt der Handlungsspezifischen Qualifikationen.
Der Erwerb der berufs- und arbeitspädagogischen Eignung ist darüber hinaus durch eine erfolgreich abgelegte Prüfung nach Ausbilder-Eignungsverordnung oder durch eine andere erfolgreich abgelegte vergleichbare Prüfung vor einer öffentlichen oder staatlich anerkannten Bildungseinrichtung oder vor einem staatlichen Prüfungsausschuss nachzuweisen. Der Prüfungsnachweis ist vor Beginn der letzten Prüfungsleistung zu erbringen.

## Prüfungszulassungsvoraussetzungen
Zur Prüfung im Prüfungsteil „Grundlegende Qualifikationen“ ist zuzulassen, wer Folgendes nachweist:
- eine mit Erfolg abgelegte Abschlussprüfung in einem der anerkannten Ausbildungsberufe Berufskraftfahrer oder Berufskraftfahrerin oder Fachkraft im Fahrbetrieb oder
- eine mit Erfolg abgelegte Abschlussprüfung in einem sonstigen anerkannten Ausbildungsberuf und danach eine mindestens einjährige Berufspraxis oder
- eine mindestens vierjährige Berufspraxis.

Zur Prüfung im Prüfungsteil „Handlungsspezifische Qualifikationen“ ist zuzulassen, wer Folgendes nachweist:
- das Ablegen des Prüfungsteils „Grundlegende Qualifikationen“, das nicht länger als fünf Jahre zurückliegt, und
- über die zuvor genannten Voraussetzungen hinaus ein Jahr Berufspraxis.

## Finanzielle Fördermöglichkeiten
Teilnehmer von Fortbildungslehrgängen können zur Förderung der Lehrgangs- und Prüfungsgebühren Leistungen über das Aufstiegsfortbildungsförderungsgesetz („Meister-BAföG“) beantragen.